# Učinkovitost
Učinkovitost na splošno opredeljuje, do katere mere mere so čas, trud in stroški dobro porabljeni za načrtovano nalogo ali namen. V posameznih znanstvenih disciplinah ima lahko ožje definiran pomen.